# Carlos Baráibar
Carlos Baráibar (né en 1939 à Montevideo, Uruguay) est un sénateur uruguayen, élu sur les listes du Front large (tendance centriste, Front Líber Seregni).

## Des démocrates-chrétiens à l'Assemblée Uruguay
Il entama sa carrière au Parti démocrate chrétien, et fut élu député à Montevideo en 1971 sur la liste démocrate-chrétienne, partie intégrante du Front large. 
Après la dictature, il décide, lors des élections de 1989, de rester membre du Front large, et quitte donc les démocrates-chrétiens, qui eux, au contraire, s'en éloignaient, pour former le Nouvel Espace (centriste) avec la liste 99 d'Hugo Batalla et Rafael Michelini.
En 1994, Baráibar rejoint l'Assemblée Uruguay, composante centriste du Front large, accompagnant Danilo Astori. Il est en tête de liste pour les législatives, étant élu député (1995-2000). En 1997, alors que le Parti colorado est au pouvoir, il est élu président de la Chambre des représentants, devenant le premier à gauche à occuper cette fonction. Réélu député en 1999 et 2004, il occupe cependant le poste de sénateur en 2005, laissé vacant par Astori nommé ministre de l'Économie de Tabaré Vázquez. Aux élections générales de 2009, il est le quatrième sur la liste sénatoriale du Front Líber Seregni (centriste, derrière Astori) et est élu. Il s'opposa en janvier 2010 à la proposition de réforme constitutionnelle qui permettrait la réélection du président lancée par le vice-président Rodolfo Nin Novoa.

## Source
- (es) Cet article est partiellement ou en totalité issu de l’article de Wikipédia en espagnol intitulé « Carlos Baráibar » (voir la liste des auteurs).